# Biobibliografia
Una biobibliografía és, en sentit estricte, una obra que recull la vida i dels escrits d'un autor. Es tracta, en realitat, d'una obra de referència en la qual es combinen dades biogràfiques i bibliografia. Pot tenir diferents formatsː breus entrades biogràfiques amb una llista d'obres escrites pels biografiats o assajos biogràfics més llargs amb una llista de treballs escrits per i sobre el biografiat al final de cada entrada. Quan són referides a escriptors, les biobibliografies poden incloure també anàlisis crítiques.